# ショロマンツァ
ショロマンツァ（ルーマニア語: Şolomanţă）、ショロマンツェ（ドイツ語音写: Scholomanceあるいはソロモナリエ ルーマニア語: Solomonărie）は、ルーマニア・トランシルヴァニア地方の伝説上の黒魔術の学校。民間伝承によれば悪魔運営の学校とされる。

## 概要
ルーマニア・トランシルヴァニア地方のどこか山岳地帯に存在するとされる悪魔が運営する魔法の学校である。
毎年、入学生10名がショロモナルまたはソロモナルと称し、動物の言語や、魔法を会得する。故郷に戻ることができるのは9名だけで、残りの1名は代償として悪魔の副官「天候師」Wettermacher (Schmidt)になり、竜にまたがり天候をあやつる任をあたえられる。
学校は地下に所在するとされ、学生たちは修学の7年間のあいだ、まったく日光を浴びないという。竜（ズメウあるいはバラウル)は、山頂の湖のなかに潜んでいるとされた。竜が潜む山頂湖は、旧ヘルマンシュタット（現今のシビウ市）の南にあると、一部の伝承につたわる。

## 民間伝承

### 19世紀資料
ショロマンツァやドラキュラに関する早期の重要資料としては、エミリー・ジェラードが1885年に発表した雑誌記事が挙げられる。
このジェラードの雑誌記事からブラム・ストーカーが小説『吸血鬼ドラキュラ』材料を得たと作家自身が明言している。だが記事のことをストーカーが知ったのは1890–1892年の期間である。そのときはジェラードは同様の内容を『森のかなたの国』（1888年）の二巻本として出版しており、ストーカーがショロマンツァ等についてじっさいに参考にしたのはこの書物であるとする意見もある。
これに遡ること20年、ショロマンツァやその生徒についての描写は、すでにヴィルヘルム・シュミット（1817–1901年）という、ヘルマンシュタットでドイツ語学校教師が、ウィーン発行の某誌で1865年に発表している。
他にもルーマニアの民俗学者シミオン・フロレア・マリアンの小論文（1878年）があり、ガスターもそのドイツ訳を掲載して解説している。

### 学科
この学校は、地元人口からひとにぎりの数の生徒を集めていたものと伝わっている。生徒数は、7人とも10人とも13人ともいわれる。授業では、ありとあらゆる生物の言語、 自然の神秘、魔法を学習する。実践として、魔法の施術、飛竜の乗馬術、降雨の操作などを会得するとする伝承もある。
修学年数は7年間、あるいは9年間とされ、卒業課題として、人類について知り得たすべてを「ショロモナルの書」に書写することが要求される。
また、ショロマンツァでは悪魔が教師をつとめると信じられた。モーゼス・ガスターは、悪魔統治の学校となっていることは、当初ソロモン王（巷説では悪魔を操るともされる）とゆかりがあったことが忘れ去られてしまった傍証だとしている。

### 所在地
ショロマンツァの所在地は、ジェラードによれば、どこともわからない山奥にある。だが、天候師が使役する竜（ズメウ）はヘルマンシュタット（現今のシビウ市）の南のある山頂湖の水中に普段は潜んでいるとされていた。ストーカーの小説『吸血鬼ドラキュラ』では、ショロマンツァは架空のヘルマンシュタット湖にある。
ショロマンツァはソロモナリエ（Solomonărie）ともルーマニア語では呼ばれ、地下に所在したとルーマニアの学者マリアンは伝承をつたえている。そこでは生徒たちは7年間の修行中、まったく日の目をみることができなかったという。

### 起源
ショロマンツェ（Scholomance）はドイツ語の音写で、ドイツ語で"Scholomantze"と同じ発音であると注されている。
ショロマンツァ（Şolomanţâ）がルーマニア語の名称であることはのちの文献にみえる。このほかルーマニア語でソロモナリエ（Şolomanţâ）ともは呼ばれる。
これらの語形から、ソロモン王とのつながりがうかがえ、民間伝承のなかには、ソロモン王の天候操作の術の継承者のことをソロモナル（ショロモナルとも。ショロマンツァの学徒）と呼ぶのだと伝える例がある。
そのほか、学問の都市として有名なスペインのサラマンカとの混同された可能性が指摘されており、その根拠としてサラマンカ洞窟で悪魔が魔術を教えたという中世時代の伝説が挙げられている。

## 解析
この魔術学校は、「竜学校」（フランス語: L'École du Dragon、英語: The School of the Dragon）と呼びならわす現代の解説者もいる。

## 文学での言及
ブラム・ストーカーは小説『吸血鬼ドラキュラ』を執筆するにあたり、エミリー・ジェラードの著作を参考にしており、たとえば作中に〈ヘルマンンスタット湖の山の上のショロロマンスに道場〉があり、悪魔は10人中1人の生徒を報酬として要求するというアルミニウスの説明が登場する。
マイケル・スコット ローハンのファンタジー小説『Lord of Middle Air』の作中、マイケル・スコットはショロマンツァで修業した魔道師だという設定。
キム・ニューマン作『ドラキュラ紀元Anno Dracula』（英語）（1992年）（に、『吸血鬼ドラキュラ』23章と同じ引用がある。
カサンドラ・クレアのヤングアダルト向け小節『Lady Midnight』（英語）ではシャドウハンター養成アカデミーという設定。

## 大衆文化
- Blizzard Entertainmentのコンピュータゲーム『World of Warcraft』では『Scholomance』という名の、湖に浮かぶ廃墟と化した城が登場、ネクロマンサーを育成しアンデッドを作っている。